# Франческа Романо
Франческа Романо (італ. Francesca Romano; нар. 7 лютого 1971) — колишня італійська тенісистка.
Найвищу одиночну позицію світового рейтингу — 77 місце досягла 20 серпня 1990, парну — 197 місце — 27 квітня 1992 року.
Здобула 2 одиночні та 2 парні титули туру ITF.
Найвищим досягненням на турнірах Великого шолома було 2 коло в одиночному розряді.
Завершила кар'єру 2008 року.

## Фінали ITF

### Одиночний розряд (3–2)
| турніри $25,000 |
| турніри $10,000 |

| Результат | Ранг | Дата            | Турнір            | Покриття | Суперниця у фіналі  | Рахунок       |
| Поразка   | 1.   | 18 липня 1988   | Суб'яко, Італія   | Ґрунт    | Катя Пікколіні      | 5–7, 3–6      |
| Перемога  | 2.   | 3 вересня 1989  | Арцакена, Італія  | Тверде   | Чілла Бартош-Черепі | 1-6, 7-5, 6-1 |
| Перемога  | 3.   | 23 липня 1990   | Мілан, Італія     | Ґрунт    | Сібій Ніокс-Шато    | 6–4, 6–3      |
| Перемога  | 4.   | 24 лютого 1992  | Валенсія, Іспанія | Ґрунт    | Анжелік Олів'є      | 5–7, 6–1, 6–4 |
| Поразка   | 5.   | 22 вересня 1996 | Софія, Болгарія   | Ґрунт    | Ленка Немечкова     | 2-6, 3-6      |

### Парний розряд (2–1)
| Результат | Ранг | Дата            | Турнір        | Покриття | Партнерка      | Суперниці                               | Рахунок       |
| --------- | ---- | --------------- | ------------- | -------- | -------------- | --------------------------------------- | ------------- |
| Перемога  | 1.   | 3 квітня 1988   | Рим, Італія   | Ґрунт    | Марція Гроссі  | Фернанда Гонсалес Маріана Перес-Рольдан | 7-5, 6-3      |
| Перемога  | 2.   | 3 червня 1991   | Мілан, Італія | Ґрунт    | Наталі Бодон   | Роса Б'єльса Ханет Соуто                | 6–4, 7–5      |
| Поразка   | 3.   | 20 вересня 1993 | Капуя, Італія | Ґрунт    | Флора Перфетті | Івана Янковська Ева Меліхарова          | 3–6, 6–3, 6–7 |